# مسلم

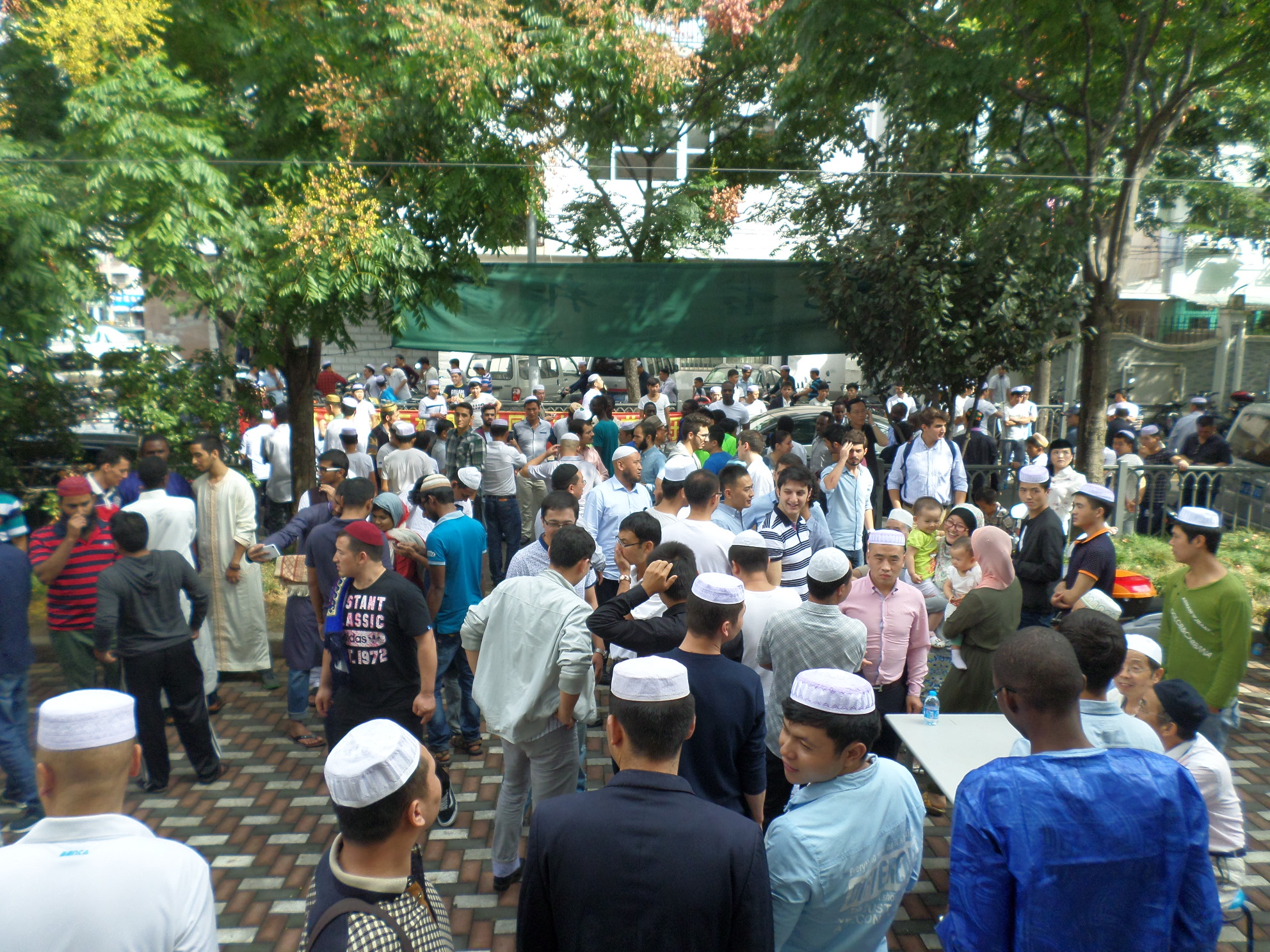
مسلمون صينيون

المُسْلِم هو الشخص الذي يُقرُّ بالله ربًّا وإلهًا واحدًا، وينفي الربوبيةَ، أوْ الألوهية لغيره، ويتخذ الإسلام دينًا، ويتبع محمدًا نبيًّا ورسولًا، ويتخذ القرآن كتاب هداية، ويؤدي أركان الإسلام الخمسة. وهو فرد من ديانة الإسلام، يشكل المسلمون أكثر من 2 مليار نسمة (اعتبارًا من عام 2020)، ويتكونون من مجموعات عرقية وقومية مختلفة، ويشكلون الأغلبية الدينية في الشرق الأوسط وشمال أفريقيا حيث يشكل المسلمون ما نسبته 91% من سكان دول الشرق الأوسط وشمال أفريقيا. كما ينتشر المسلمون بنسب عالية من عدد السكان في مناطق محددة من آسيا (مثل جنوب شرق آسيا وآسيا الوسطى)، وفي مناطق من أفريقيا (مثل القرن الأفريقي وشمال أفريقيا وغرب أفريقيا) بالإضافة إلى تواجد أقليات موزعة في باقي أنحاء العالم.
بحسب مركز بيو للأبحاث في عام 2010 شكّل المسلمون بالمجمل نحو 24.3% من مجمل سكان آسيا والمحيط الهادئ، وحوالي 30.2% من سكان أفريقيا جنوب الصحراء، وحوالي 5.9% من سكان أوروبا، وحوالي 1% من سكان أمريكا الشمالية وحوالي 0.1% من سكان أمريكا اللاتينية ومنطقة البحر الكاريبي. وفي عام 2010 كانت منطقة آسيا والمحيط الهادئ موطن لحوالي 61.7% من مسلمي العالم، تلتها الشرق الأوسط وشمال أفريقيا مع نحو 19.8%، وأفريقيا جنوب الصحراء مع نحو 15.5%، وكانت أوروبا وأمريكا الشمالية موطناً لأقل من 3% من مجمل المسلمين في العالم.

## معنى الكلمة

### المعنى اللغوي
مُسْلِم  - ويكاموس 
- الأصل اللغوي: كلمة «مُسْلِمٌ:» عربية يُبحث عنها في المعجم في «سَلِمَ»، وهي اسم فاعل من «أَسْلَمَ»، وجمعها في حالة الرفع مُسْلِمُونَ في حالتي النصب والخفض مُسْلِمِينَ، ومؤنثها مُسْلِمَةٌ وجمع التأنيث مُسْلِمَاتٌ. يُعرَّف المسلم لغويا بأنه الشخص المعتنق لدين الإسلام.[11]
- المعنى: يطلق على معان كثيرة، منها المُسَلِّمُ أو المُسْتَسْلِم أو المُخلِص أو الخاضع، ويراد بكل تلك المصطلحات أن تكون لله.

### المعنى الإصطلاحي
المسلم هو الذي يؤدي أركان الإسلام الخمسة ووصفت هذه الأركان بأنها ما يبنى عليه الإسلام فيما رُوي في الحديث النبوي الذي صححه البخاري ومسلم عن ابن عمر قال: «سمعت رسول الله ﷺ يقول: بُني الإسلام على خمس: شهادة أن لا إله إلا الله وأن محمداً رسول الله، وإقام الصلاة، وإيتاء الزكاة، والحج، وصوم رمضان»، وورد في الأحاديث النبوية عدة سمات لوصف المسلم كما روي في مسند أحمد عن عبد الله بن عمرو قال: «سمعت رسول الله ﷺ يقول: المسلم من سلم الناس من لسانه ويده.»
يشير القرآن إلى أن أول من سمّى المسلمين بهذا الاسم هو الله، وقال ابن زيد هو النبي إبراهيم، ذُكر ذلك في الآية: ﴿وَجَاهِدُوا فِي اللَّهِ حَقَّ جِهَادِهِ هُوَ اجْتَبَاكُمْ وَمَا جَعَلَ عَلَيْكُمْ فِي الدِّينِ مِنْ حَرَجٍ مِلَّةَ أَبِيكُمْ إِبْرَاهِيمَ هُوَ سَمَّاكُمُ الْمُسْلِمِينَ مِنْ قَبْلُ وَفِي هَذَا لِيَكُونَ الرَّسُولُ شَهِيدًا عَلَيْكُمْ وَتَكُونُوا شُهَدَاءَ عَلَى النَّاسِ فَأَقِيمُوا الصَّلَاةَ وَآتُوا الزَّكَاةَ وَاعْتَصِمُوا بِاللَّهِ هُوَ مَوْلَاكُمْ فَنِعْمَ الْمَوْلَى وَنِعْمَ النَّصِيرُ ۝٧٨﴾ [الحج:78]، قال الطبري «ولا وجه لما قال ابن زيد من ذلك، لأنه معلوم أن إبراهيم لم يسمّ أمة محمد مسلمين في القرآن، لأن القرآن أنـزل من بعده بدهر طويل، وقد قال الله تعالى ذكره (هُوَ سَمَّاكُمُ الْمُسْلِمِينَ مِنْ قَبْلُ وَفِي هَذَا) ولكن الذي سمانا مسلمين من قبل نـزول القرآن، وفي القرآن، الله الذي لم يزل ولا يزال». كذلك فقد استعمل بعض المستشرقين، وبعض من تأثر بكتاباتهم مصطلح المحمديين للدلالة على نفس المعنى ولكن على نطاق ضيق. أما من حيث المعنى الاصطلاحي للكلمة فقد عرف الإسلام بأنه: الاستسلام لله بالتوحيد والانقياد له بالطاعة والبراءة من الشرك وأهله. التأنيث لكلمة مسلم هو مسلمة، وجمعها مسلمات وجمع كلمة مسلم هو مسلمون.
المسلم هو من شهد أن لا إله إلا الله وأن محمداً رسول الله وأقام أركان الإسلام من صلاة وصيام وزكاة وحج لبيت الله لمن استطاع إليه سبيلا. ومن ناحية المعاملة هو من سلم الناس من لسانه ويده ويعامل الناس بما يحب أن يعاملوه، ويساعد الفقير والمحتاج.

### المسلم والمؤمن
في القرآن ميزت الآية الرابعة عشر من سورة الحجرات بين المؤمن والمسلم، فأعلت مكانةَ المؤمن:﴿قَالَتِ الْأَعْرَابُ آمَنَّا قُلْ لَمْ تُؤْمِنُوا وَلَكِنْ قُولُوا أَسْلَمْنَا وَلَمَّا يَدْخُلِ الْإِيمَانُ فِي قُلُوبِكُمْ وَإِنْ تُطِيعُوا اللَّهَ وَرَسُولَهُ لَا يَلِتْكُمْ مِنْ أَعْمَالِكُمْ شَيْئًا إِنَّ اللَّهَ غَفُورٌ رَحِيمٌ ۝١٤﴾ [الحجرات:14].

## ديموغرافيا

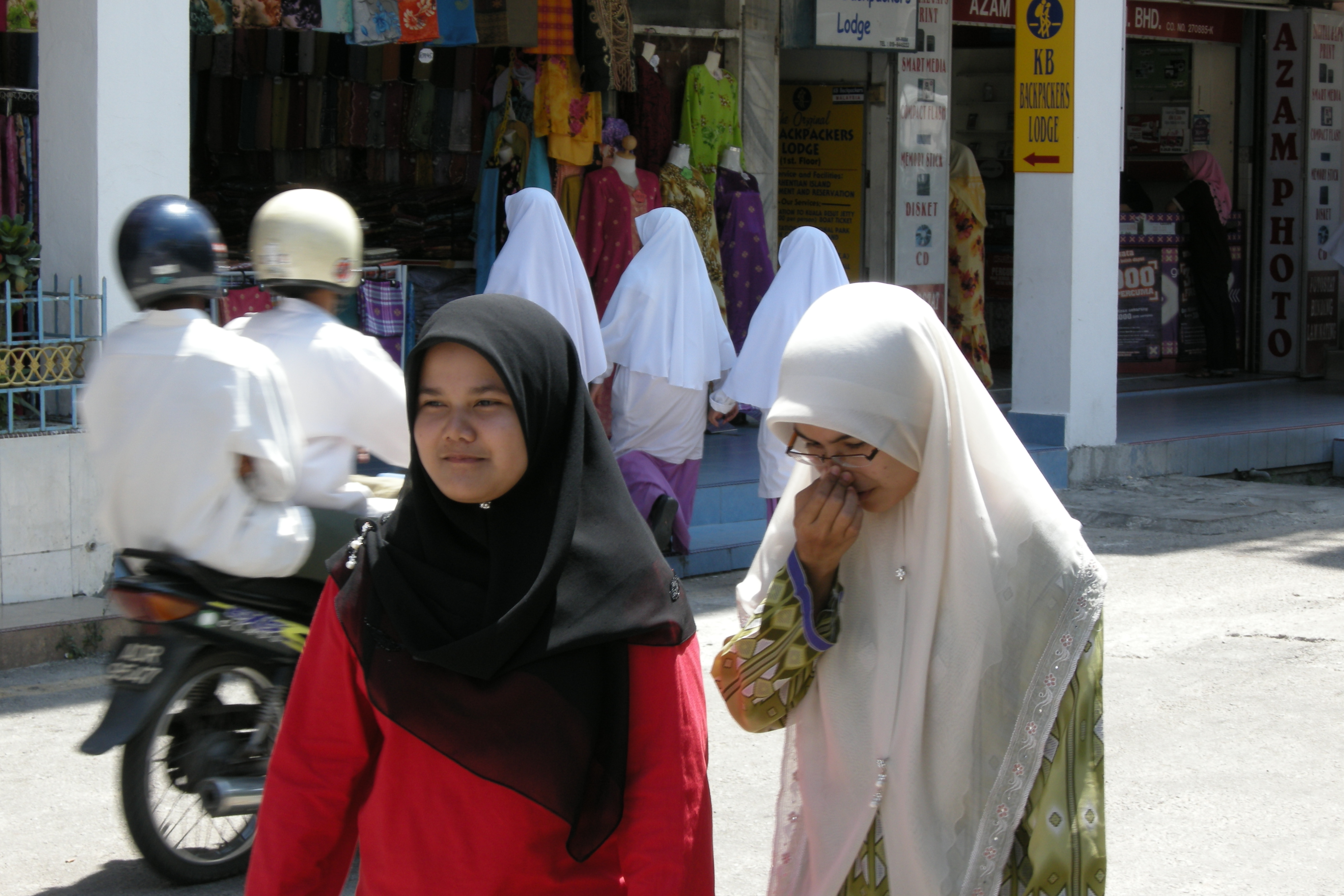
مسلمون في ماليزيا

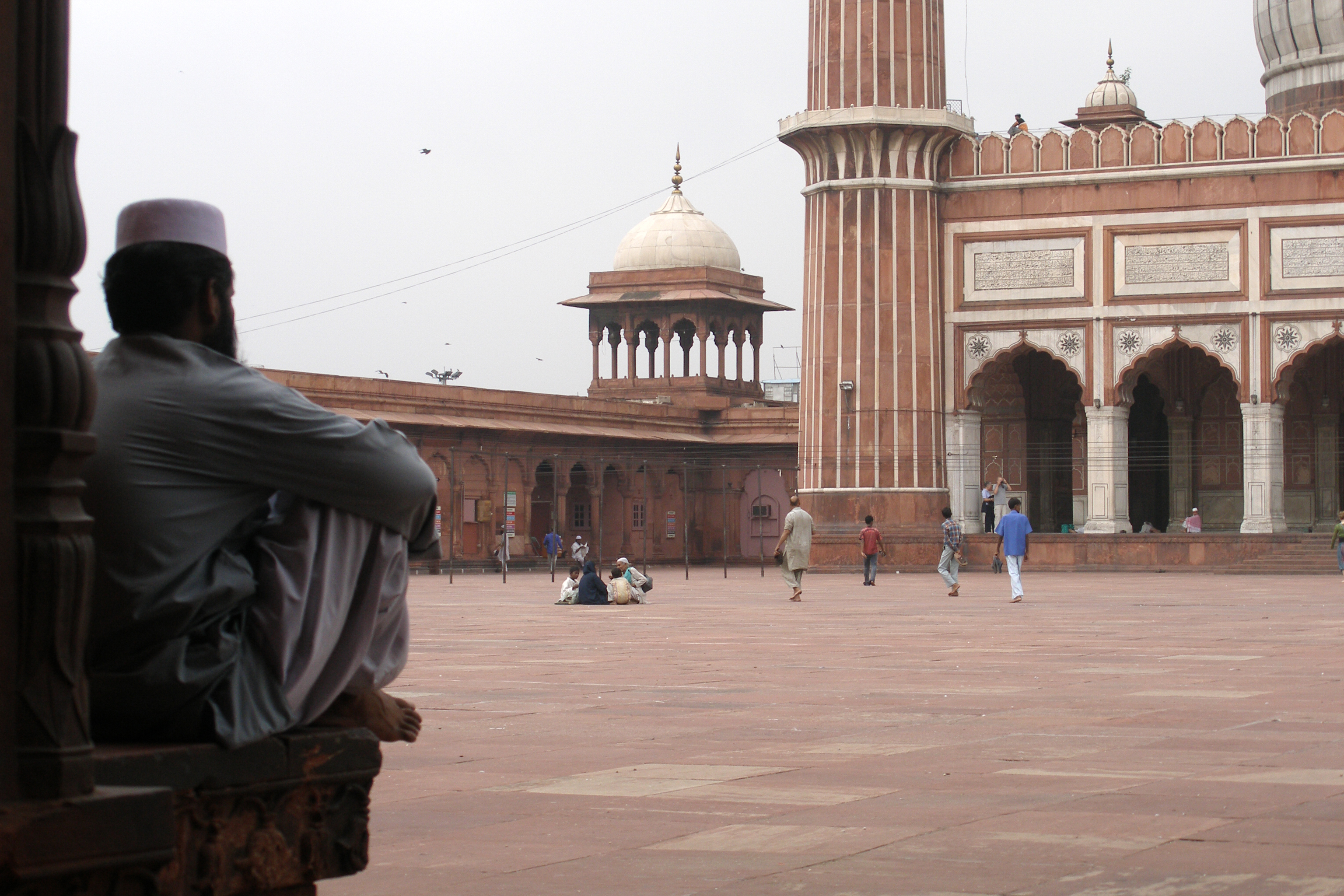
مسلمون في مسجد دلهي بالهند.

أكْبرُ الدول ذات الأغلبية المسلمة هي إندونيسيا، موطن لحوال 12.7% من مسلمي العالم في عام 2010، تليها باكستان (11.0%)، وبنغلاديش (9.2%)، ومصر (4.9%). في عام 2010 كان نحو 20% من مسلمي العالم يعيشون في الشرق الأوسط وشمال أفريقيا. يشكل المسلمون العرب أكبر مجموعة إثنية بين المسلمين في العالم، يليهم البنغال، والبنجاب.
في عام 2010 عاش نحو 73% من مسلمي العالم في دول ذات أغلبية مُسلمة، في حين أنَّ 27% من مسلمي العالم يعيشون كأقليات دينية. ومن بين ما يقرب من 317 مليون مسلم يعيشون كأقليات، يعيش نحو 240 مليون أي نحو ثلاثة أرباع الأقليات المسلمة في كل من الهند وإثيوبيا والصين. إذ تتواجد أكبر الأقليات المسلمة في الهند وهي موطن لحوالي 11% من مسلمي العالم، تليها إثيوبيا (1.8%)، والصين (1.4%) وروسيا (1%) وتنزانيا (0.8%). وتضم الأمريكتان وأستراليا وأجزاء من أوروبا على أقليات مسلمة، حيث يعيش أقل من 3% من مسلمي العالم في أوروبا وأمريكا الشمالية. وجدت دراسة أجراها مركز بيو عام 2010 أن 3% من سكان العالم المسلمين يعيشون في بلدان متقدمة ذات أغلبية غير مسلمة. الدولة ذات النسبة الأعلى من المسلمين الذين يصفون أنفسهم كنسبة من مجموع سكانها هي المغرب.[بحاجة لمصدر] يوجد أعداد من المتحولين والمجتمعات المهاجرة في كل جزء من العالم تقريبًا.
أكثر من 75-90% من المسلمين هم من أهل السنة والجماعة. ويشكل ثاني وثالث أكبر الطوائف على التوالي، كل من الشيعة والجماعة الأحمدية، مع نحو 10-20%، وحوالي 1% على التوالي.
مع نحو 1.6 مليار شخص، أو ما يقرب من ربع سكان الأرض، يعتبر الإسلام ثاني أكبر الدين والأسرع نمواً في العالم. يرجع ذلك في المقام الأول إلى سن الشباب ومعدل الخصوبة المرتفع للمسلمين، مع معدل خصوبة (3.1) للمسلمين مقارنة بالمعدل العالمي (2.5). وفقاً للدراسة نفسها، فإن التحول الديني ليس له أي تأثير على السكان المسلمين، لأن عدد الأشخاص الذين يعتنقون الإسلام وأولئك الذين يتركون الإسلام متساوون تقريباً.
وجدت دراسة مركز بيو في عام 2016 أن المسلمين لديهم أكبر عدد من الأتباع الذين تقل أعمارهم عن 15 (أو 34% من مجموع السكان المسلمين)، في حين أن 7% فقط هم تتجاوز أعمارهم (وهي أصغر نسبة بين الجماعات الدينية). وفقاً لنفس الدراسة، فإن المسلمين لديهم أعلى معدلات الخصوبة (3.1) بالمقارنة مع باقي المجموعة الدينية الرئيسية. ووجدت الدراسة أيضاً في عام 2016 أن المسلمين لديهم أدنى متوسط مستويات التعليم بعد الهندوس، بمتوسط 5.6 سنوات من التعليم المدرسي. وحوالي 36% من جميع المسلمين ليس لديهم تعليم رسمي، كما أن لدى المسلمين أدنى متوسط مستويات للتعليم العالي بالمقارنة مع المجموعات الدينية الرئيسية، حيث فقط 8% من مسلمي العالم لديهم شهادات دراسات عليا أو شهادة جامعية.

### تعداد معتنقي الأديان في العالم

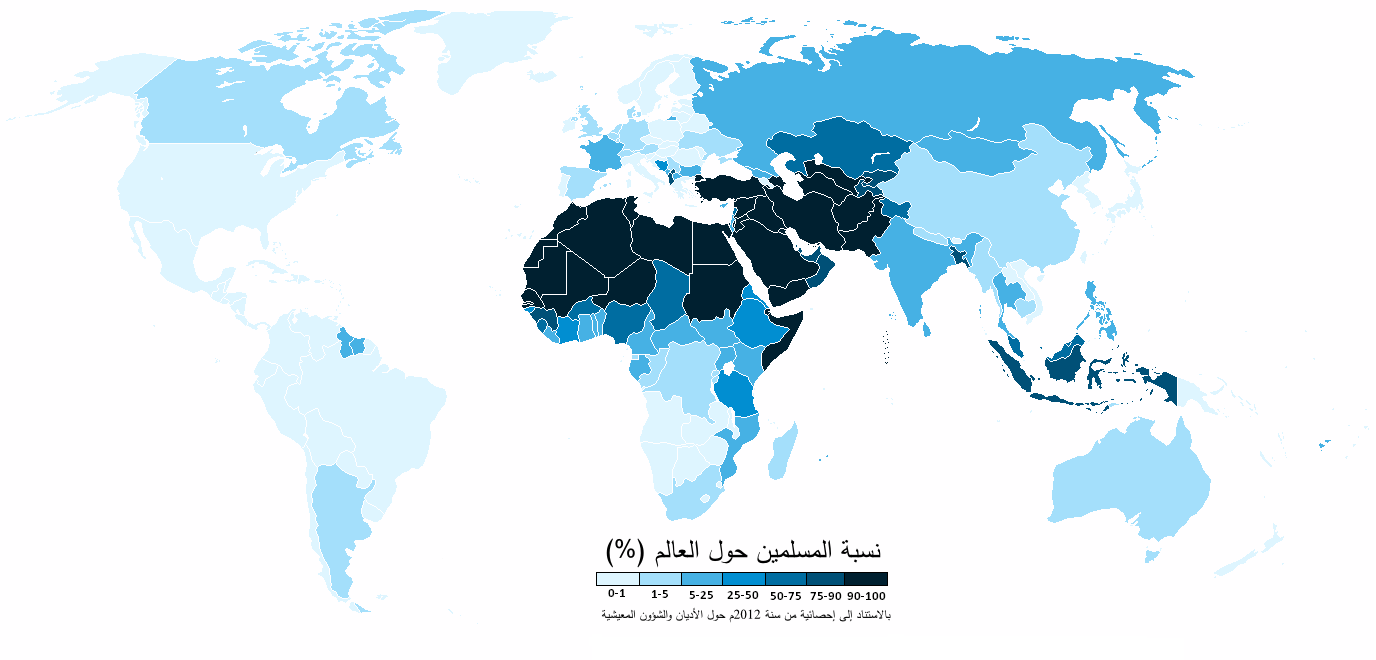
نسبة السكان المسلمين في جميع أنحاء العالم.

يقدر أطلس أوف جلوبال كريستيانيتي  معتنقي الأديان في العالم الآن بنحو 88.7% من سكان العالم. وبحسب تقديره أن معتنقي المسيحية زادوا خلال المئة سنة الماضية من 612 مليون نسمة إلى 2.29 مليار نسمة (كاثوليك وبروتستانت وأرثوذكس وغيرهم)، كما زاد عدد المسلمين في تلك الفترة أيضًا من 221 مليون نسمة إلى 1.55 مليار نسمة. ويعطي الأطلس المذكور ترتيب العشرة أديان الأولى في العالم كالآتي:
- مسيحيون: 2.292.454.000
- مسلمون: 1.800.329.000[33]
- هندوس: 948.507.000
- بوذيون: 468.536.000
- كونفوسيوسيون: 458.316.000
- أديان طبيعية: 261.429.000
- أديان حديثة: 64.442.000
- السيخ: 24.591.000
- يهود: 14.641.000
- روحانيون: 13.978.000

### تعداد المسلمين والمساجد في العالم الغربي[34]
- الولايات المتحدة
  - عدد السكان 305 مليون
  - منهم 11.2 مليون مسلم
  - عدد المساجد 1.900
- ألمانيا
  - عدد السكان 82 مليون
  - منهم 6.3 مليون مسلم
  - عدد المساجد 2.600
- فرنسا
  - عدد السكان 65 مليون
  - منهم 5 ملايين مسلم
  - عدد المساجد 2.100
- المملكة المتحدة
  - عدد السكان 62 مليون
  - منهم 6.2 مليون مسلم
  - عدد المساجد 1.500
- إسبانيا
  - عدد السكان 46 مليون
  - منهم 1.8 مليون مسلم
  - عدد المساجد 454
- كندا
  - عدد السكان 34 مليون
  - منهم مليونا مسلم
  - عدد المساجد 1,980

## وصلات خارجية
- تعداد العالم الإسلامي.
- موقع يهتم بشوؤن المسلمين.
- برامج إسلامية، قرآن، أحاديث ومواقيت الصلاة.